# Conocalama catalinarum
Conocalama catalinarum là một loài tò vò trong họ Ichneumonidae.